# Abdullah Kurschumi
Abdullah Hussein Kurschumi (arabisch عبد الله كرشمي, DMG ʿAbd Allāh Kuršumī; geboren 1932 im Bayt Baus, Gouvernement Sanaa, Nordjemen; gestorben 2007 ebenda) war ein jemenitischer Politiker. Von 1969 bis 1970 war er Premierminister der Jemenitischen Arabischen Republik (Nordjemen).
Zur Ausbildung ins Ausland geschickt, studierte Kurschumi Ingenieurswesen an der Kairoer Ain-Schams-Universität und arbeitete dann von 1960 bis zum Sturz der Monarchie im September 1962 als Architekt. Von 1962 bis 1964 war er zunächst Minister für Öffentliche Arbeiten in der ersten republikanischen Regierung Abdullah as-Sallals, ab 1968 dann Kommunikationsminister und 1969 Verkehrsminister in den Kabinetten Hassan al-Amris.
Nachdem al-Amri im Juli 1969 zurückgetreten war, hatte zunächst der aus Moskau zurückkehrende Botschafter Muhsin al-Aini eine Regierung bilden sollen. Al-Aini jedoch scheiterte und so blieb al-Amris Vizepremier Abdul Salam Sabrah so lange geschäftsführend im Amt, bis stattdessen am 2. September 1969 Kurschumi eine Regierung zustande brachte. Sabrah übernahm er als Vizepremier. Kurschumis Regierung zerbrach jedoch am Streit um den Staatshaushalt, so dass nach Kurschumis Rücktritt am 5. Februar 1970 schließlich doch al-Aini eine neue Regierung bildete.
Danach fungierte Kurshumi von 1973 bis 1974 als Direktor der Autobahn-/Schnellstraßen-Behörde und wurde 1975 nach al-Ainis endgültigem Sturz wieder Minister für Öffentliche Arbeiten im Kabinett Abdul Aziz Abdul Ghanis (bis 1990).